# Port Douglas (British Columbia)
Port Douglas ist eine, am Harrison Lake, gelegene Siedlung im Süden der kanadischen Provinz British Columbia. Die Siedlung liegt am westlichen Rand der Lillooet Ranges.
Port Douglas oder auch einfach Douglas war während des Fraser-Canyon-Goldrauschs nach Yale die zweite bedeutende Ansiedlung im Kernland von British Columbia.
Von Port Douglas ausgehend führte die Douglas Road (auch Lillooet Trail, Harrison Trail oder Lakes Route), eine Reiseroute über Land und Wasser, nach Lillooet. Während ihrer Glanzzeit hatte die Gemeinde tausende Einwohner. Viele der ersten Unternehmen auf dem Festlandsteil von British Columbia hatten dort ihren Ursprung, unter anderem B.X. Express, das sich nach Fertigstellung der Cariboo Road in den 1860er Jahren am Fraser Canyon niederließ.
Als die Douglas Road aufgegeben wurde, ging die Einwohnerzahl rapide zurück und heute ist die Gemeinde ganz verschwunden. Lediglich das Gebiet ist noch so benannt, und die Douglas First Nation benannte sich danach.
Obwohl die Stadt längst ausgestorben war, verkehrten bis in die 1890er Jahre regelmäßig Dampfschiffe zwischen der Straße von Georgia, New Westminster und Port Douglas über den Fraser River. In den 1970er Jahren wurde im Zuge einer großen Holzfälleraktion die letzten Reste der Siedlung beseitigt.
Port Douglas, die Douglas Road und die westlich des Sees gelegenen Douglas Ranges tragen ihren Namen zu Ehren von James Douglas, des ersten Gouverneurs von British Columbia.
Koordinaten: 49° 46′ 15,2″ N, 122° 9′ 54″ W